# Вологодский электромеханический завод
ЗАО «Вологодский электромеханический завод» (ЗАО «ВЭМЗ») — производственное предприятие России расположенное в городе Вологде по адресу: Советский проспект, 148. Завод специализируется на выпуске комплектных трансформаторных подстанций, высоковольтного и низковольтного электрооборудования.

## История
Завод основан в 1946 году на базе электромеханической мастерской (созданной по приказу  «Главсельэлектро» НКЗ СССР №114 от 16.02.1946). Предприятие преобразовано в завод по приказу Госкомитета по энергетике и электрификации СССР № 69 от 19.03.1965. Вологодский ЭМЗ входил в состав треста «Верхневолжсксельэлектросетьстрой». 
В 1993 году в результате проведенной приватизации государственное предприятие «Вологодский ЭМЗ» преобразуется в акционерное общество.

## Продукция
По состоянию на 2010 год завод производит следующую электротехническую продукцию:
- Комплектные трансформаторные подстанции на номинальное напряжение 10 кВ
- Камеры сборные одностороннего обслуживания (КСО-366, КСО-393)
- Разъединители высоковольтные (серия РВ)
- Выключатели нагрузки (серия ВН-10)
- Панели распределительных щитов (серия ЩО-70)
- Рубильники (серии РПС, РБ, РПБ, РП-5, Р3545, Р-2515, РПЦ)
- Переключатели (серия ПБ)

## Производственные цеха
- Электрощитовой цех
- Механический цех
- Энергомеханический отдел